# Elfeck
Ein Elfeck (auch Hendekagon; von altgriechisch ἕνδεκα héndeka, deutsch ‚elf‘ und γωνία gōnía, deutsch ‚Winkel, Ecke‘) ist ein Polygon mit elf Seiten und elf Ecken.
Im Folgenden wird zuerst das ebene, regelmäßige Elfeck betrachtet. Es ist konvex, alle Seiten sind gleich lang und die Eckpunkte liegen auf einem gemeinsamen Umkreis. Regelmäßige überschlagene Elfecke sind daran anschließend dargestellt.

## Allgemeines, ebenes, nicht überschlagenes Elfeck

### Eigenschaften
- Die Summe der Innenwinkel beträgt {\displaystyle (11-2)\cdot 180^{\circ }=1620^{\circ }}
- Die Anzahl der Diagonalen ist {\displaystyle {\tfrac {11\cdot (11-3)}{2}}=44}.

## Regelmäßiges Elfeck

### Eigenschaften
Das regelmäßige Elfeck ist nicht mit Zirkel und Lineal konstruierbar, denn {\displaystyle 11} ist eine Primzahl, die keine Fermatsche Primzahl ist, siehe konstruierbares Polygon. Es lässt sich auch nicht unter Zuhilfenahme eines Hilfsmittels zur Dreiteilung eines Winkels konstruieren und es ist das regelmäßige Polygon mit der kleinsten Eckenzahl mit dieser Eigenschaft.
Für ein regelmäßiges Elfeck mit dem Umkreisradius {\displaystyle r} und dem Zentriwinkels {\displaystyle \mu ={\tfrac {180^{\circ }}{11}}}  gilt:
Seitenlänge {\displaystyle a}
{\displaystyle a=2\,r\cdot \sin \mu \approx 0{,}563\,465\,113\,682\,859\,395\,422\,835\,830\,693\,23}
Inkreisradius {\displaystyle R}
{\displaystyle R=r\cdot \cos \mu \approx 0{,}959\,492\,973\,614\,497\,389\,890\,368\,057\,066\,33}
Fläche {\displaystyle A}
{\displaystyle A=11\,{\frac {a\,R}{2}}=11\,r^{2}\,\sin \varphi \cdot \cos \varphi }

### Geschichte

#### Flächenberechnung nach Heron
Heron von Alexandria konstruierte in seinem Buch Metrika im 1. Jhdt. v. Chr. die Flächen regelmäßiger Polygone mit 3, 5, 6, 8, 10 und 12 Seiten und gab Näherungslösungen für das Siebeneck, das Neuneck und das Elfeck an. Für das Neuneck und das Elfeck berief er sich dabei auf Winkelnäherungen aus dem Werk Über die Sehnen (Περὶ τῶν ἐν κὐκλῳ εὐθειῶν, wohl die Chordentafel des Hipparchos von Nicäa). Die Näherungsformel für die Fläche eines regelmäßigen Elfecks lautet demnach
{\displaystyle A\approx {\frac {66}{7}}a^{2}=9{,}{\overline {428571}}\cdot a^{2}},
wobei {\displaystyle a} die Seitenlänge des Elfecks ist.

### Geometrische Konstruktionen
Das regelmäßige Elfeck ist, wie bereits im Abschnitt Eigenschaften näher beschrieben, unter alleiniger Verwendung der klassischen Konstruktionsmittel Zirkel und Lineal nicht darstellbar. Nimmt man jedoch ein zusätzliches Hilfsmittel, das die Teilung des 90-Grad-Winkels in {\displaystyle n} gleich große Winkel erlaubt, z. B. die archimedische Spirale oder die Quadratrix des Hippias, ist eine exakte Lösung möglich. Näherungskonstruktionen hierfür sind selbstverständlich machbar, es sind aber nur wenige in der einschlägigen Literatur zu finden.

#### Quadratrix des Hippias als zusätzliches Hilfsmittel

Regelmäßiges Elfeck mit vorgegebenem Umkreis als exakte Konstruktion mit der Quadratrix des Hippias als zusätzliches Hilfsmittel

Nach dem Zeichnen des Quadrates, z. B. mit der Seitenlänge {\displaystyle 1}, und des Umkreises um den Punkt {\displaystyle O} durch {\displaystyle A_{1}} erfolgt die Konstruktion der speziellen Kurve, der sogenannten Quadratrix des Hippias, mit der Parameterdarstellung {\displaystyle \gamma :(0,{\tfrac {\pi }{2}})\rightarrow \mathbb {R} ^{2}}:
{\displaystyle \gamma (t)={\begin{pmatrix}x(t)\\y(t)\end{pmatrix}}}
mit
{\displaystyle {\begin{aligned}x(t)&={\begin{cases}t\cot \left({\frac {\pi t}{2\cdot 1}}\right)\,&,0\leq t\leq 1\end{cases}}\\y(t)&=t\end{aligned}}}
Danach wird die Strecke {\displaystyle {\overline {CO}}} in elf gleich lange Abschnitte mithilfe der Streckenteilung geteilt. Aus Gründen der Übersichtlichkeit sind in der Zeichnung nur die relevanten Punkte dargestellt.
Der Zentriwinkels des Elfecks ergibt sich aus {\displaystyle \mu ={\frac {360^{\circ }}{11}},} aber die Quadratrix des Hippias unterteilt nur die Winkel ab {\displaystyle >0^{\circ }} bis {\displaystyle \leq 90^{\circ }} in gleich große Winkel. Daraus folgt, ein Elftel der Strecke {\displaystyle {\overline {CO}}} kann nur ein Elftel des Winkels {\displaystyle 90^{\circ }} erzielen. Deshalb wird wegen der Berechnung des Zentriwinkels {\displaystyle \mu } aus dem Umkreis mit seinen {\displaystyle 360^{\circ },} das Vierfache eines Elftels, d. h. der Teilungspunkt {\displaystyle 4'} der Strecke {\displaystyle {\overline {CO}},} zur Konstruktion des Zentriwinkels {\displaystyle \mu } genutzt. Dieser entsteht nach der Konstruktion einer Parallelen zu {\displaystyle {\overline {A_{1}O}}} ab {\displaystyle 4'} bis zur Kurve der Quadratrix, dabei ergibt sich der Punkt {\displaystyle D}. Nun zieht man eine Halbgerade ab dem Winkelscheitel {\displaystyle O} durch {\displaystyle D} bis zum Umkreis. Somit ergibt sich auf dem Umkreis der zweite Eckpunkt {\displaystyle A_{2}}. Die Länge der Strecke {\displaystyle {\overline {A_{1}A_{2}}}} ist die exakte Seitenlänge {\displaystyle a} des regelmäßigen Elfecks.
Nach dem neunmaligen Abtragen der Seitenlänge {\displaystyle a} auf dem Umkreis gegen den Uhrzeigersinn und dem abschließenden Verbinden der benachbarten Eckpunkte, ist das Elfeck {\displaystyle A_{1}\ldots A_{11}} fertiggestellt.

#### Bei gegebener Seitenlänge

Regelmäßiges Elfeck mit vorgegebener Seitenlänge (grün).
Weiterführung einer exakten Konstruktion (mithilfe der Quadratrix) oder einer Näherungskonstruktion.

Ist die Seitenlänge {\displaystyle a'} eines Elfecks mit vorgegebenem Umkreis bereits – exakt mithilfe der Quadratrix oder näherungsweise – bestimmt (siehe nebenstehende Zeichnung), kann daraus mithilfe der sogenannten zentrischen Streckung ein Elfeck mit vorgegebener Seitenlänge {\displaystyle a} konstruiert werden. 
Nur falls die vorgegebene Seitenlänge {\displaystyle a} länger als {\displaystyle a'} ist, werden zuerst beide Winkelschenkel des Zentriwinkels {\displaystyle \mu } verlängert. Als Nächstes wird die Winkelhalbierenden {\displaystyle wh} des Winkels {\displaystyle \mu } eingezeichnet und anschließend darauf der Punkt {\displaystyle M} mit beliebiger Position bestimmt. Es folgt eine Parallele zu {\displaystyle a'={\overline {A_{1}'A_{2}'}}} durch {\displaystyle M}. Beim Ziehen des Halbkreises um {\displaystyle M} mit Radius {\displaystyle r={\frac {a}{2}}} ergeben sich die Schnittpunkte {\displaystyle E} und {\displaystyle F}. Die beiden Parallelen zu {\displaystyle wh} ab {\displaystyle E} bzw. {\displaystyle F}, bis zu den betreffenden Winkelschenkeln, liefern die beiden ersten Eckpunkte {\displaystyle A_{1}} und {\displaystyle A_{2}} des gesuchten Elfecks. Abschließend wird der somit gefundene Umkreis mit dem Radius {\displaystyle r_{u}={\overline {OA_{1}}}} um {\displaystyle O} gezogen, ab dem Eckpunkt {\displaystyle A_{2}} die Seitenlänge {\displaystyle a} neunmal gegen den Uhrzeigersinn auf dem Umkreis abgetragen und die benachbarten Eckpunkte miteinander verbunden.

#### Näherungskonstruktion nach Dürer
Albrecht Dürer beschreibt in seinem Werk Underweysung der messung mit dem zirckel und richtscheyt in Linien ebnen unnd gantzen corporen (1525) die Konstruktion eines in einen Kreis einbeschriebenen regelmäßigen Elfecks:

„So jch bald ein eylf eck in ein zirckel reyssen will
 nym jch ein vierteyl von des zirckels diameter vnd erleng jn ein acht teyl auß jm selbs
 vnd far mit diser leng herumb im zirckel das tryt beileuoftig ein
 also das es sich Mechanice
 aber nit demonstratiue findet“

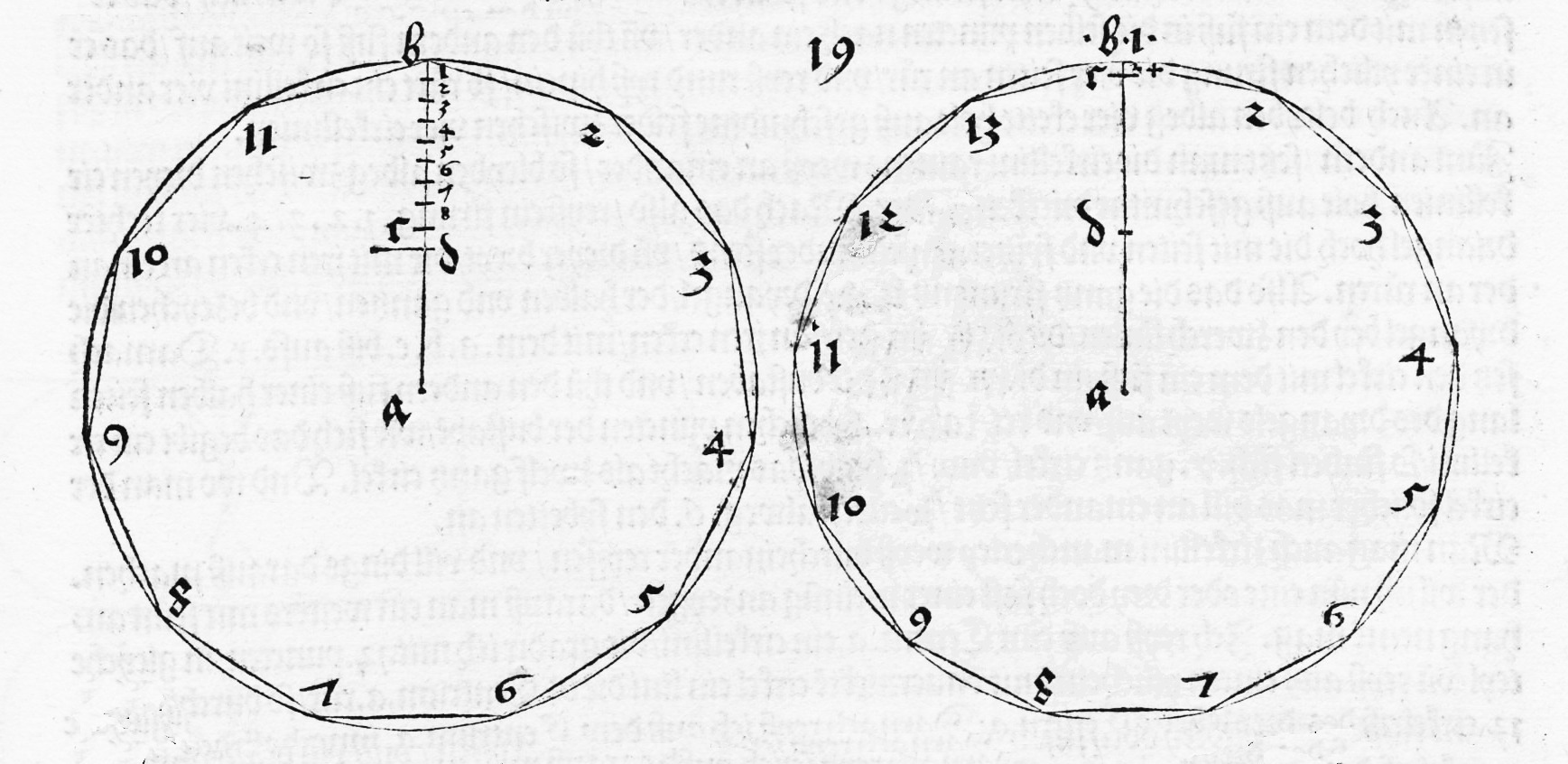
Konstruktion eines regelmäßigen Elf- und Dreizehnecks nach Dürer (1525)

Man nimmt also ein Viertel des Kreisdurchmessers, zerlegt es in acht gleiche Teile und verlängert es um einen Teil. Diese Strecke legt man dann elfmal auf dem Kreis an. Dürer weist explizit darauf hin, dass es sich dabei um eine näherungsweise („mechanische“) und nicht um eine exakte („demonstrative“) Konstruktion handelt. Die so erhaltene Näherung der Seitenlänge des Elfecks von
{\displaystyle a\approx {\tfrac {9}{32}}\,d=0{,}28125\cdot d}
liegt aber sehr nahe am exakten Wert von {\displaystyle a=\sin({\tfrac {\pi }{11}})\,d=0{,}2817326\ldots \,\cdot d}, wobei {\displaystyle d=2R} der Kreisdurchmesser ist. Der relative Fehler der Näherung beträgt dabei weniger als 0,2 %.
Ein ergänzendes Beispiel zur Verdeutlichung des absoluten Fehlers:
Bei einem Umkreisradius R = 10 m, wäre der Fehler der ersten Elfeckseite ca. 9,6 mm.

#### Näherungskonstruktion nach Drummond
Die folgende Animation der Konstruktion – Elfeck im Kreis einbeschrieben – ist eine Weiterführung der Basiskonstruktion nach T. Drummond aus dem Jahr 1800.
Zunächst wird der Umkreis mit dem Radius AB gezeichnet und anschließend AB in C halbiert. Nun zieht man um A und C mit dem Radius AC jeweils ein Kreisbogen. Der Kreisbogen um A schneidet den Umkreis in I und die beiden Kreisbogen ergeben den Schnittpunkt D. Als Nächstes wird um I ein letzter Kreisbogen mit dem Radius ID gezogen. Er schneidet den Umkreis in O. Verbindet man abschließend O mit C, ist die Strecke OC, so wie Drummond anmerkt: "... die Seite eines Elfecks deren Länge für die Praxis ausreichend genau sein wird."
Das Ergebnis in einem Einheitskreis mit R = 1 [LE]
Konstruierte Seite des Elfecks {\displaystyle a=0{,}563692...}[LE]
Seite des Elfecks {\displaystyle a_{SOLL}=2\cdot \sin({\tfrac {180^{\circ }}{11}})=0{,}563465...} [LE]
Der absolute Fehler der konstruierten Seite {\displaystyle F_{a}=a-a_{SOLL}=2{,}27...E-4} [LE]
Ein Beispiel zur Verdeutlichung des absoluten Fehlers:
Bei einem Umkreisradius R = 10 m, wäre der Fehler der ersten Elfeckseite ca. 2,3 mm.

#### Näherungskonstruktion durch Sinuswerte
Eine weitere Näherung ergibt sich durch
{\displaystyle \sin(72^{\circ })-\sin(72^{\circ }-30^{\circ })\approx \sin({\tfrac {180^{\circ }}{11}})}
Der Wert für {\displaystyle \sin(72^{\circ })-\sin(42^{\circ })} weicht vom Wert für {\displaystyle \sin({\tfrac {180^{\circ }}{11}})} nur um 0,06863 % ab. Bei einem Radius von 2,586 m ist die Seite 1 mm zu lang.

## Regelmäßige überschlagene Elfecke
Ein regelmäßiges überschlagenes Elfeck ergibt sich, wenn beim Verbinden der elf Eckpunkte jedes Mal mindestens einer übersprungen wird und die somit erzeugten Sehnen gleich lang sind. Notiert werden solche regelmäßigen Sterne mit Schläfli-Symbolen {\displaystyle \left\{n/k\right\}}, wobei {\displaystyle n} die Anzahl der Eckpunkte angibt und jeder {\displaystyle k}-te Punkt verbunden wird.
In der folgenden Galerie sind die vier möglichen regelmäßigen Elfstrahlsterne, auch Hendekagramme genannt, dargestellt.

Regelmäßige Elfstrahlsterne

- {\displaystyle \left\{11/2\right\}{,}\ \left\{11/9\right\}}
- {\displaystyle \left\{11/3\right\}{,}\ \left\{11/8\right\}}
- {\displaystyle \left\{11/4\right\}{,}\ \left\{11/7\right\}}
- {\displaystyle \left\{11/5\right\}{,}\ \left\{11/6\right\}}

## Verwendung
- Die Vorder- und Rückseite des Susan-B.-Anthony-Dollars, einer US-amerikanischen Ein-Dollar-Münze, die von 1979 bis 1981 und 1999 geprägt wurde, zeigt die Figur eines Elfecks. Die 1987 eingeführten kanadischen Ein-Dollar-Münzen weisen die Form eines abgerundeten Elfecks auf.

- Die 1993 eingeführte Tschechische Zwei-Kronen-Münze hat die Form eines Elfecks mit abgerundeten Ecken. Die Vorderseite zeigt den Böhmischen Löwen und die Rückseite einen Großmährischen Knopfschmuck.

- Auch verschiedene Prägungen der indischen Zwei-Rupien-Münze (ohne Bild) sind elfeckig.

| US-amerikanische Ein-Dollar-Münze | Tschechische Zwei-Kronen-Münze |
| --------------------------------- | ------------------------------ |
| VorderseiteRückseite              | VorderseiteRückseite           |